# القاضي الفاضل
عبد الرحيم البيساني، المعروف بالقاضي الفاضل (526هـ - 596هـ) أحد الأئمة الكتَّاب، ووزير السلطان صلاح الدين الأيوبي حيث قال فيه صلاح الدين (لا تظنوا أني فتحت البلاد بالعساكر إنما فتحتها بقلم القاضي الفاضل) وفي رواية لا تظنّوا أني ملكت البلاد بسيوفكم بل بقلم القاضي الفاضل.
ولد القاضي الفاضل بمدينة «عسقلان» شمال غزة في فلسطين سنة (526هـ). وانتقل إلى الإسكندرية، ثم إلى القاهرة. كان يعمل كاتبا في دواوين الدولة ووزيرًا ومستشارًا للسلطان صلاح الدين لبلاغته وفصاحته، وقد برز القاضي الفاضل في صناعة الإنشاء، وفاق المتقدمين، وله فيه الغرائب مع الإكثار. قال عنه العماد الأصفهاني: «رَبُ القلم والبيان واللسن اللسان، والقريحة الوقادة، والبصيرة النقادة، والبديهة المعجزة».

## من عباراته
إنِّي رأيتُ أنَّه لا يكتُبُ إنسانٌ كتابًا في يومِه؛ إلاَّ قالَ في غَدِهِ: لو غُيِّرَ هذا لكان أحسنَ، ولو زِيدَ كذا لكان يُستَحسَنُ، ولو قُدِّمَ هذا لكان أفضلَ، ولو تُرِكَ هذا لكان أجملَ. هذا مِنْ أعظَمِ العِبَرِ، وهو دليلٌ علَى استيلاءِ النَّقصِ علَى جُملةِ البَشَرِ

## وفاته
كان قد أمر بإصلاح الحمام وقت السحر فأصلح، وجاءته ابنته تخبره بذلك فوجدته ساكتا فهابته، لأنه كان مهاباً، فطال سكوته حتى ارتابت، فقدمت قليلاً قليلاً، فلم تر عليه أثر حركة، فوضعت يدها عليه فخر صريعاً، وأخذ في النزع وقبض وقت الظهر عام 596 هـ وعمره 70 عاما.

## تخليده
تخليدًا ونسبةً للقاضي الفاضل، أُطِلق اسم الفاضلية على مدرسة الفاضلية التاريخية في مدينة طولكرم بفلسطين.